# Dubno (przystanek kolejowy)
Dubno (biał. Дубна, ros. Дубно) – przystanek kolejowy w pobliżu miejscowości Dubno, w rejonie mostowskim, w obwodzie grodzieńskim, na Białorusi.